# Diastylis sympterygiae
Diastylis sympterygiae is een zeekommasoort uit de familie van de Diastylidae. De wetenschappelijke naam van de soort is voor het eerst geldig gepubliceerd in 1985 door Bacescu & Lima de Quieroz.